# Ротенбух (Горња Баварска)
Ротенбух (њем. Rottenbuch) град је у њемачкој савезној држави Баварска. Једно је од 34 општинска средишта округа Вајлхајм-Шонгау. Према процјени из 2010. у граду је живјело 1.793 становника. Посједује регионалну шифру (AGS) 9190145.

## Географски и демографски подаци
Ротенбух се налази у савезној држави Баварска у округу Вајлхајм-Шонгау. Град се налази на надморској висини од 763 метра. Површина општине износи 31,4 km². У самом граду је, према процјени из 2010. године, живјело 1.793 становника. Просјечна густина становништва износи 57 становника/km².